# 1982 ve fotografii

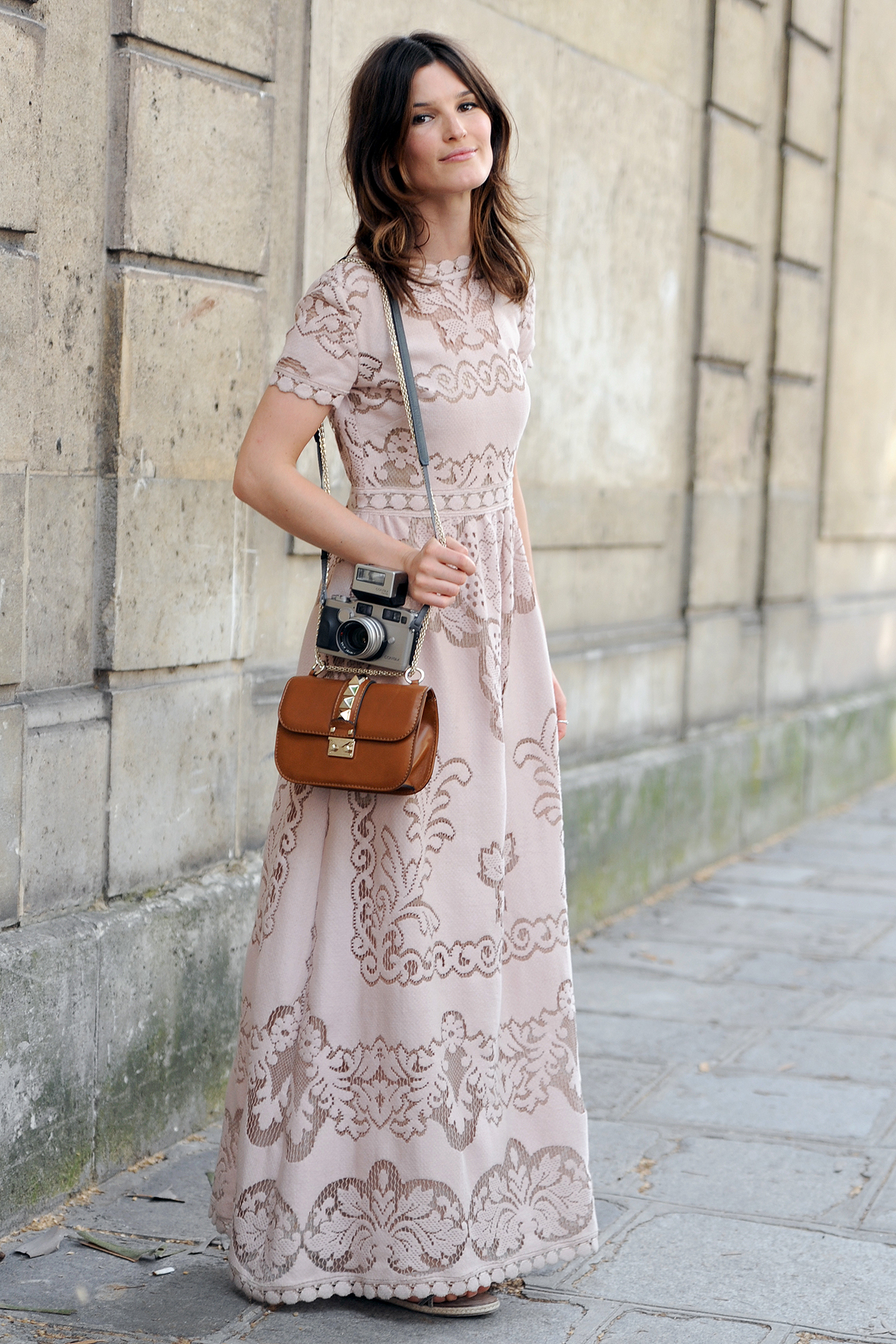
V tomto roce se narodila Hanneli Mustaparta, norská fotografka, módní bloggerka, stylistka a bývalá modelka

Tento článek obsahuje významné fotografické události v roce 1982.

## Události
- Robert Mapplethorpe nasnímal cyklus více než sta fotografií s modelkou Lysou Lyon, mistryní světa v kulturistice. Některé z nich se staly symbolem nové silné emancipované ženy.
- V Jihoafrické republice založili Cedric Nunn, Paul Weinberg, Peter Mackenzie a Omar Badsha fotografickou agenturu Afrapix.[1] Agentura fungovala až do roku 1991.

Fotografické festivaly a výstavy
- Rencontres d'Arles červenec–září

## Ocenění
- World Press Photo – Robin Moyer
- Prix Niépce – nebyla udělena
- Prix Nadar – August Sander, za Hommes du XXe siècle, ed. Le Chêne
- Cena Oskara Barnacka – Wendy Watriss, USA
- Grand Prix national de la photographie  – André Kertész

- Cena Ericha Salomona – Nadace World Press Photo (Pays-Bas)
- Cena za kulturu Německé fotografické společnosti – Eliot Porter a Reinhart Wolf

- Cena Ansela Adamse – nebyla udělena
- Cena W. Eugena Smithe – Sebastião Salgado
- Zlatá medaile Roberta Capy – Harry Mattison, Time

- Pulitzer Prize for Spot News Photography – Ron Edmonds, Associated Press za fotografickou reportáž z atentátu na Ronalda Reagana.
- Pulitzer Prize for Feature Photography – John H. White, Chicago Sun-Times, „za konzistentní vynikající práci na různých projektech.“

- Cena za fotografii Ihei Kimury – Keizó Kitadžima (北島 敬三)
- Cena Nobua Iny – Šinzó Hanabusa, Šisei Kuwabara

- Prix Paul-Émile-Borduas – Roland Giguère

- Prix international de la Fondation Hasselblad – Henri Cartier-Bresson

## Narození v roce 1982

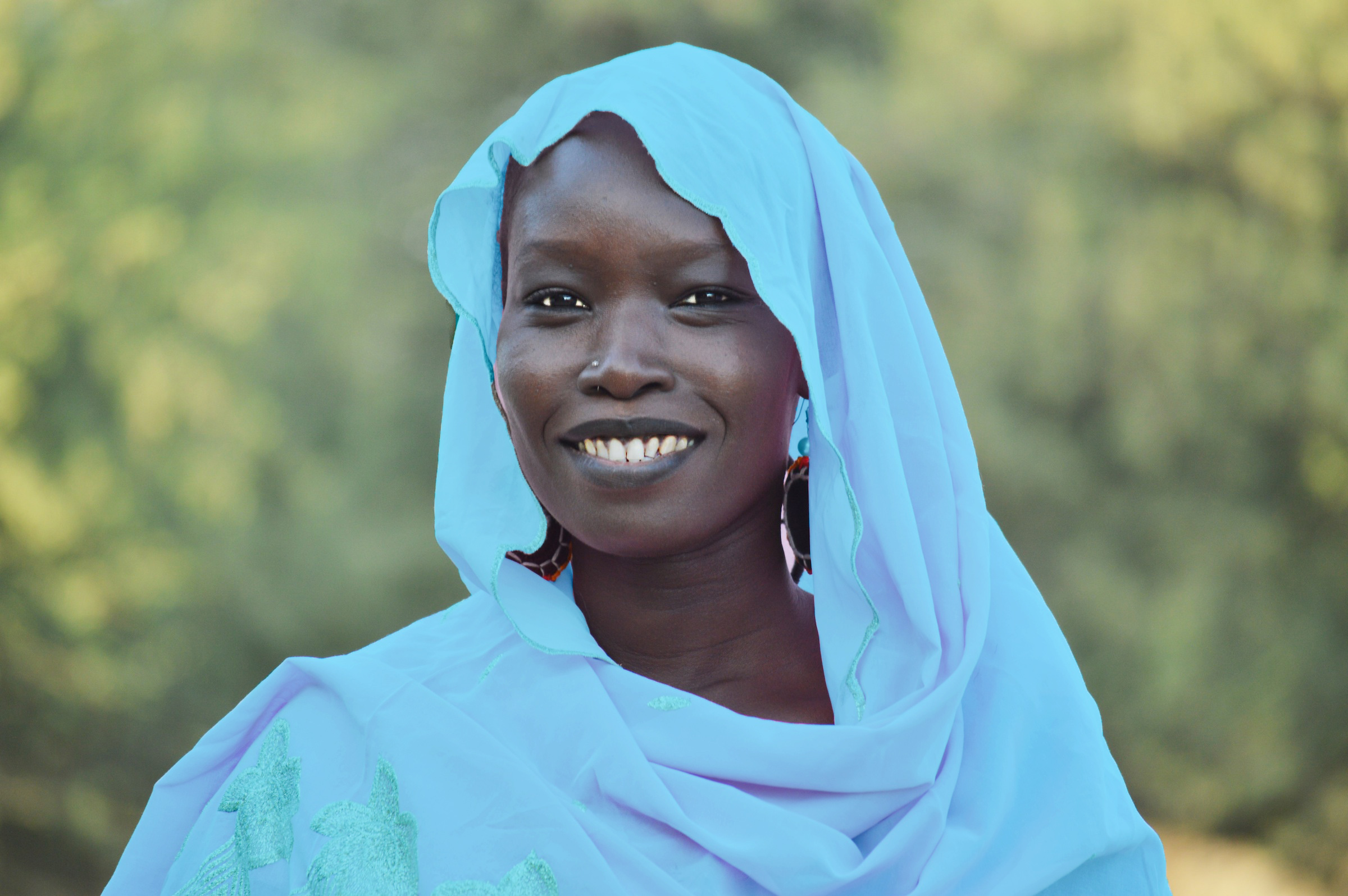
22. ledna se narodila čadská fotografka Salma Khalil

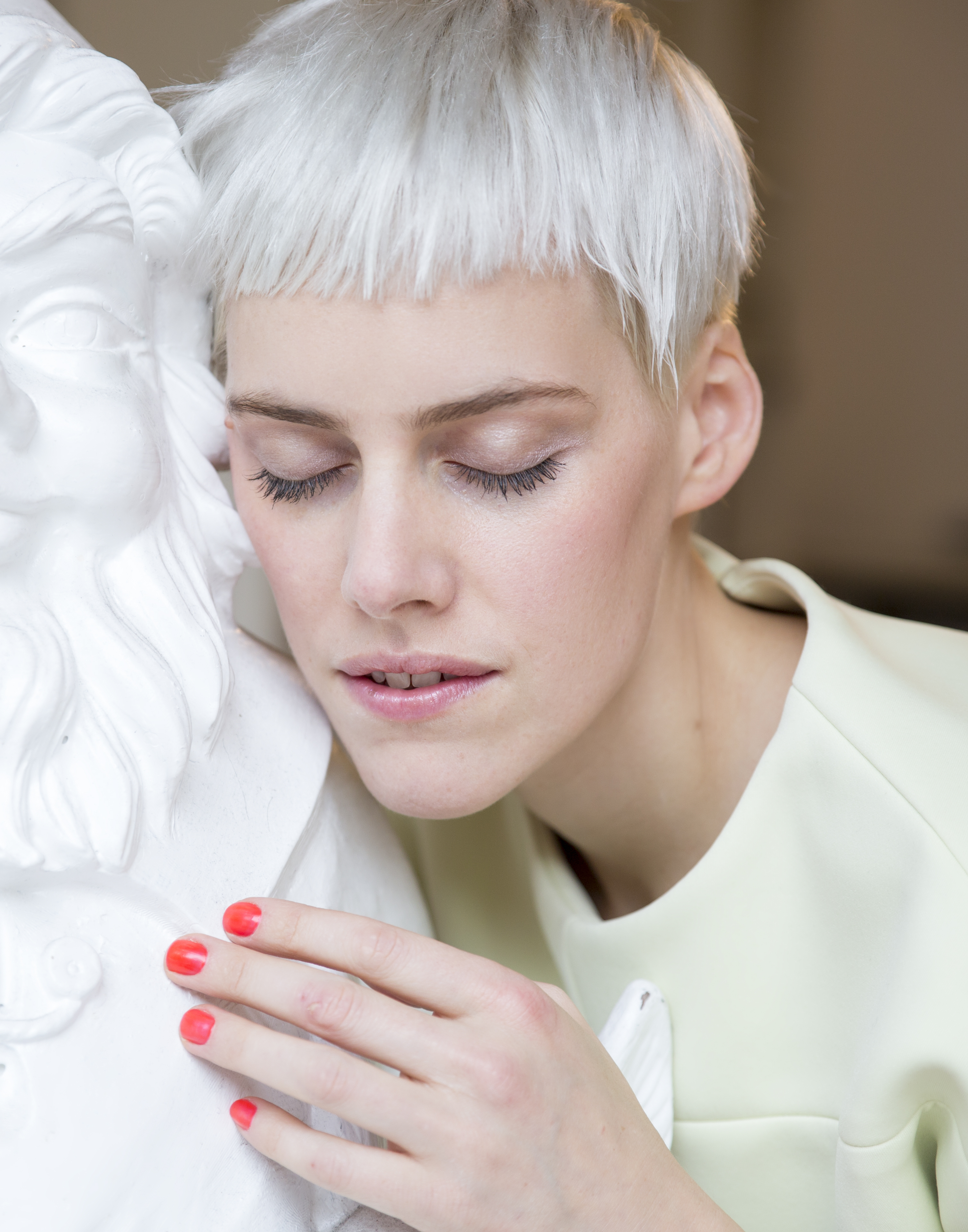
V tomto roce se narodila Johanna Keimeyer, německá umělkyně a fotografka

- 22. ledna – Salma Khalil, čadská fotografka
- 11. dubna – Mary Sibande, jihoafrická umělkyně se sídlem v Johannesburgu. Její umění se skládá ze soch, obrazů, fotografie a designu; používá tato média a techniky, aby pomohla zobrazit lidskou podobu a zkoumala konstrukci identity v postkoloniálním kontextu Jihoafrické republiky. Kromě toho se zaměřuje na využití své práce k tomu, aby ukázala své osobní zkušenosti z apartheidu. Její umění se také pokouší kritizovat stereotypní zobrazení žen, zejména černošek.
- 23. dubna – Dmitrij Markov, ruský novinář a fotograf († 16. února 2024)
- 1. května – Rebecca Lilith Bathoryová, britská fotografka, fotografuje opuštěná místa a provozuje temnou turistiku
- 26. května – Jana Tesaříková, česká výtvarnice, kytaristka a fotografka
- 27. května – Olha Dmytrivna Juchym, ukrajinská novinářka, redaktorka a fotografka
- 28. července – Jana Kupčáková, česká cestovatelka a fotografka, která se zaměřuje především na street foto
- 30. srpna – Lukas Birk, rakouský fotograf, archivář a vydavatel známý především díky své práci s archivem v Myanmaru a projektyv Afghánistánu; pracoval na fotografických projektech, filmech a vizuálním výzkumu v Číně, jižní a jihovýchodní Asii a na indickém subkontinentu
- 18. září – Tom Birkett, britský fotograf a politik
- 18. září – Alberto Campi, italský fotograf
- 13. října – Hanneli Mustaparta, norská fotografka, módní bloggerka, stylistka a bývalá modelka
- 16. prosince – Tracy Edserová, jihoafrická fotoreportérka a dokumentární producentka, její Window Rwanda je dokument z Rwandy pořízený ve zlomku vteřiny přes okna jedoucího vozidla během každodenní rutiny cestování mezi Kigali a nemocnicemi na okraji města
- ? – Nandipha Mntambo, jihoafrická umělkyně, sochařka a fotografka, zaměřená na ženské tělo a identitu pomocí přírodních organických materiálů. Její umělecký styl byl označen jako eklektický a androgynní, je známá především svými sochami z hovězí kůže.
- ? – Ricardo Pinzón Hidalgo, kolumbijský fotograf známý svou prací v uměleckém prostředí své země, specializuje se na fotografie celebrit, portréty a módní editoriály
- ? – Pipe Yanguas, kolumbijský vizuální umělec, jehož tvorba zahrnuje malbu, fotografii, muralismus, sochařství, video a digitální umění
- ? – Vilma Matulić, chorvatská restaurátorka, muzejní pracovnice a fotografka
- ? – Erin Triebová, americká fotoreportérka, zaměřuje se na mezinárodní sociální problémy
- ? – Johanna Keimeyer, německá umělkyně a fotografka
- ? – Tina Signesdottir Hultová, norská portrétní fotografka a držitelka ceny Hasselblad Masters Award
- ? – Anastasia Roudenko, ruská fotografka
- ? – Talia Chetritová, americká fotografka
- ? – LaToya Ruby Frazier, americká fotografka
- ? – Joi Arcandová, kanadská fotografka
- ? – Jon Henry, americký fotograf

## Úmrtí v roce 1982
- 2. ledna – Orval Hixon, americký fotograf celebrit (* 4. února 1884)
- 27. února – Jozef Cincík, slovenský reportér a fotograf (* 12. srpna 1908)
- 3. března – Alan Villiers, australský spisovatel, dobrodruh, fotograf a námořník (* 23. září 1903)
- 12. dubna – Germaine Chaumel, francouzská fotografka, zpěvačka, pianistka, kloboučnice a ilustrátorka (* 22. listopadu 1895)
- 29. května – Walter Carone, francouzský fotožurnalista celebrit, pracoval pro Paris Match (* 19. července 1920)
- 20. července – Julian-Jurij Omeljanovyč Doroš, ukrajinský fotograf a průkopník ukrajinské kinematografie (* 9. června 1909)
- 10. srpna – Anton Bruehl, americký módní fotograf australského původu (* 11. března 1900)
- 17. srpna – Herbert Tobias, německý fotograf (* 14. prosince 1924)
- 9. října – Charles E. Brown, britský letecký fotograf (* 20. ledna 1896)
- 29. listopadu – Paolo Monti, italský fotograf známý svou fotografií architektury (* 11. srpna 1908)
- 15. prosince – Herman Bergne, švédský fotograf (* 16. října 1899)
- ? – Ivan Šagin, sovětský novinářský fotograf (* 1904)
- ? – Vivienne, britská fotografka, zpěvačka, spisovatelka (* 1889)